# Розовый морской огурец
Энипниаст (-ес) или Розовый морской огурец, или плавающий морской огурец (лат. Enypniastes eximia), — вид голотурий рода Enypniastes, семейства Pelagothuriidae. Обитает на глубинах от 500 м до 5 км. В некоторых языках называется «безголовая рыба-курица».

## Ареал
Населяет преимущественно тёплые воды у побережья Багамских островов. в 2018 году Команда окружающей среды и энергетики засняла Enipiastes eximia у Восточной Антарктиды.

## Описание
Размеры составляют от 6 до 25 сантиметров. Тело имеет овальную форму, рот окружён венчиками коротких (внутренний) и длинных (внешний) щупалец-подий. Двенадцать длинных подий у рта соединены перепонками, образуя «крыло» или «парус». Два других крыла состоят из 10 или 15 подий и располагаются у заднего (заднебокатерального) конца тела. Молодые особи прозрачны и бесцветны, взрослые же розовые и менее прозрачные.
Голотурия может излучать свет. Источниками света являются гранулы, спрятанные в её покрове. Чтобы защищаться, Enypniastes eximia сбрасывает светящуюся кожу, которая, рассыпаясь, облепляет обидчика. Новая кожа вырастает за 3-4 дня.
Движение этого организма в толще воды плавные и изящные, поэтому внешне он больше напоминает медузу, чем голотурию.

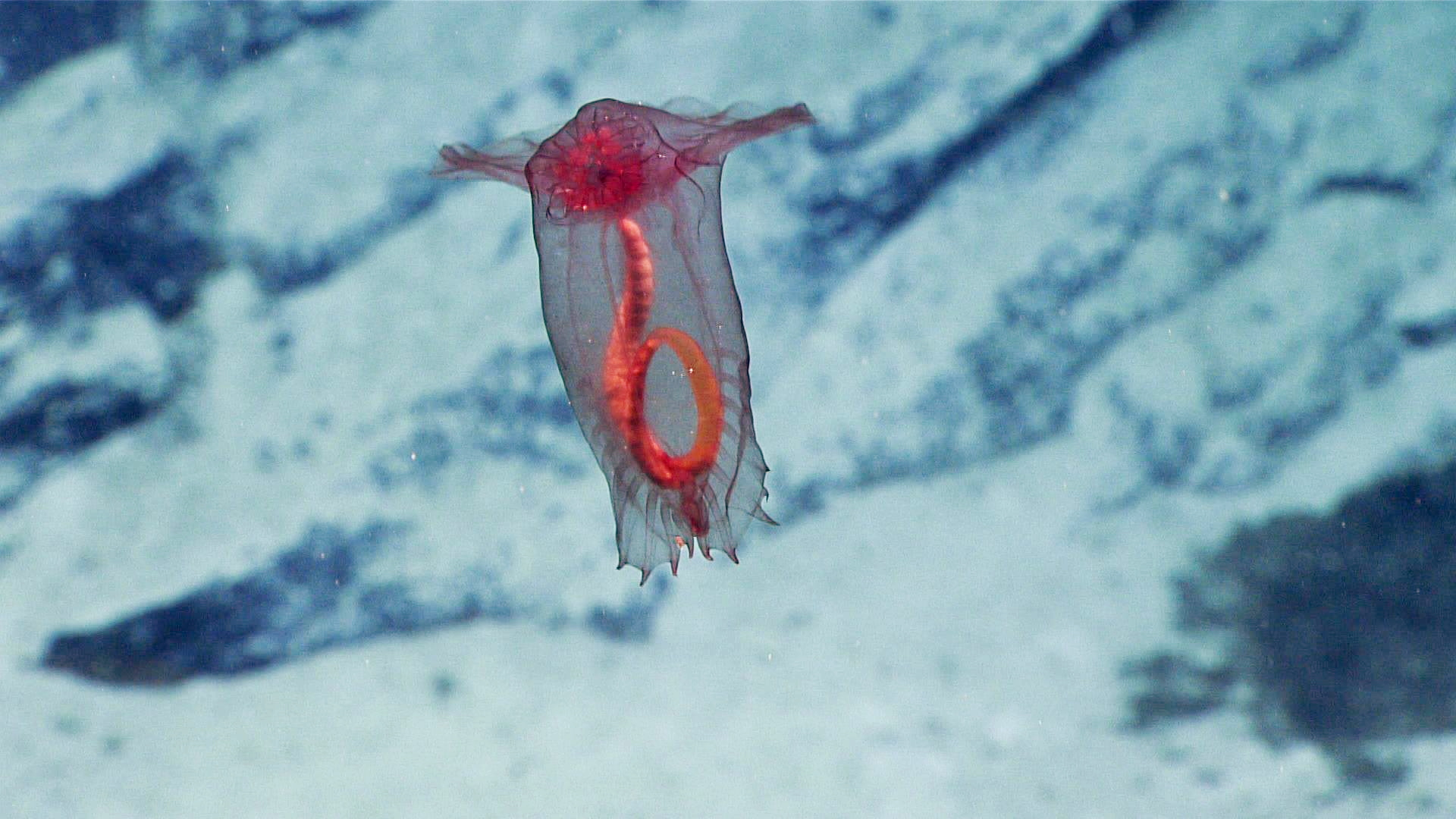
Энипниаст прозрачен, поэтому можно видеть его кишечник.

## Образ жизни
Питается донными отложениями (детритофаг) и планктоном (биофильтратор). Щупальцами организм проталкивает внутрь себя воду, насыщенную донными отложениями, через глотку она проникает в кишечник, а всё лишнее выбрасывается через клоаку. Клоака также является органом дыхания и размножения.
Если пища оскудевает, Enypniastes поднимаются со дна и уплывают в более богатые пищей места. Плыть они могут до одного километра не останавливаясь.